# StartOS
StartOS（又名起点操作系统，原名Ylmf OS），是一款由东莞瓦力网络（前身为雨林木风）开发的Linux發行版。

## 版本概要
2009年12月24日Ylmf公司发布基於Ubuntu定制、集成OpenOffice3.1办公软件、高仿Windows XP的Linux操作系统，并命名为Ylmf OS。其後推出全英文版本，内置视频播放器Totem，移除了对WebQQ和WebMSN的支持，采用了Pidgin。
2011年5月31日发布4.0版本，增加了自带的软件中心，安装包采用ypkg模式打包，和自带多语言（簡體中文、繁體中文和英文）支持。
2012年2月28日发布5.0 beta1版本，并拥有第一个开发代号Braveheart，采用Linux3.0.20内核，增加了设备管理器。
2012年8月8日发布5.0 beta4版本，并改名为StartOS，重新设计的UI，启用全新的官网和论坛。
2012年10月23日发布5.0正式版，采用Linux3.4.6内核。采用全新的开始菜单和登陆管理器，并增强了设备管理器。
2012年12月14日发布5.1修正版，并添加支持更多软件源。是5.x系列的第一个修正版，包含5.0正式版发布以来的所有更新，主要解决系统安装问题和完善软件包管理。
2013年7月4日发布6.0 beta 版，版本代号是 “Dark Knight”。

## 版本歷史
多语种版本
- StartOS 6.0     2013年7月4日（测试版）
- StartOS 5.1     2012年12月14日
- StartOS 5.0     2012年10月23日
- YlmfOS 4.0（基於弦歌Linux（页面存档备份，存于）） 2011年5月31日

簡體中文版本
- YlmfOS 1.0 （基於Fedora 11） 2009年8月12日
- YlmfOS 1.15（基於Ubuntu 9.04） 2009年8月13日
- YlmfOS 1.5（基於Ubuntu 9.10） 2009年11月4日
- YlmfOS 2.0（基於Ubuntu 9.10） 2010年3月8日
- YlmfOS 3.0（基於Ubuntu 10.04） 2010年5月31日

繁體中文版本
- YlmfOS 1.0（基於Ubuntu 9.10） 2010年2月1日

英文版本
- YlmfOS 1.0（基於Ubuntu 9.10） 2010年1月14日

## 图库

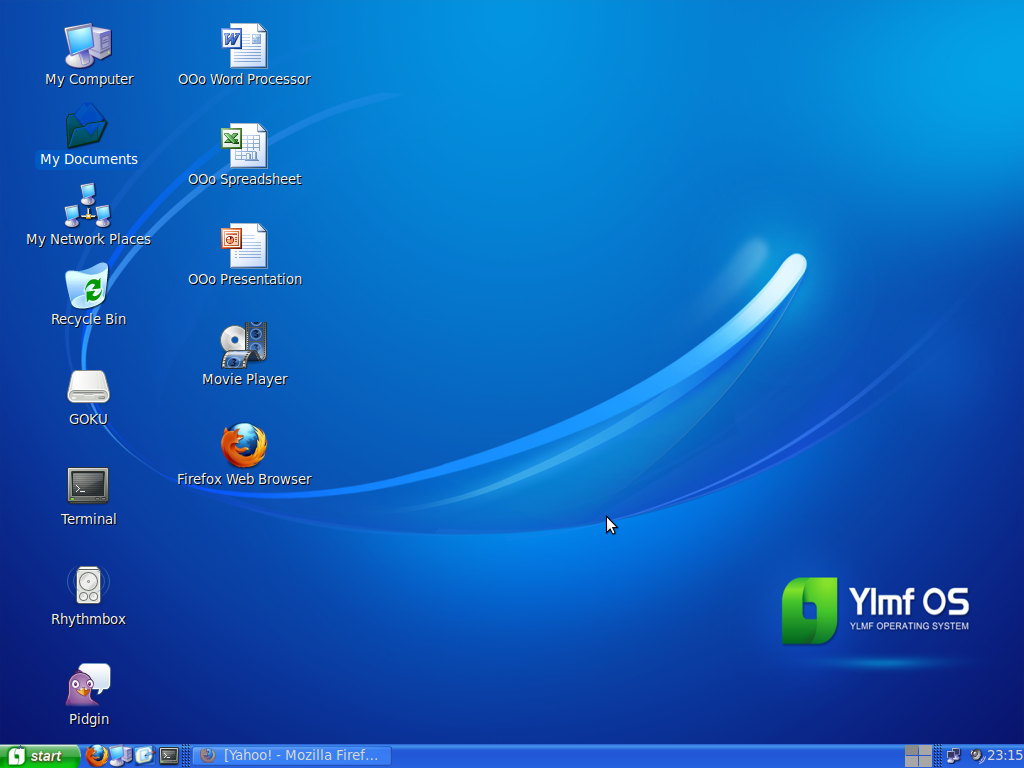
3.0
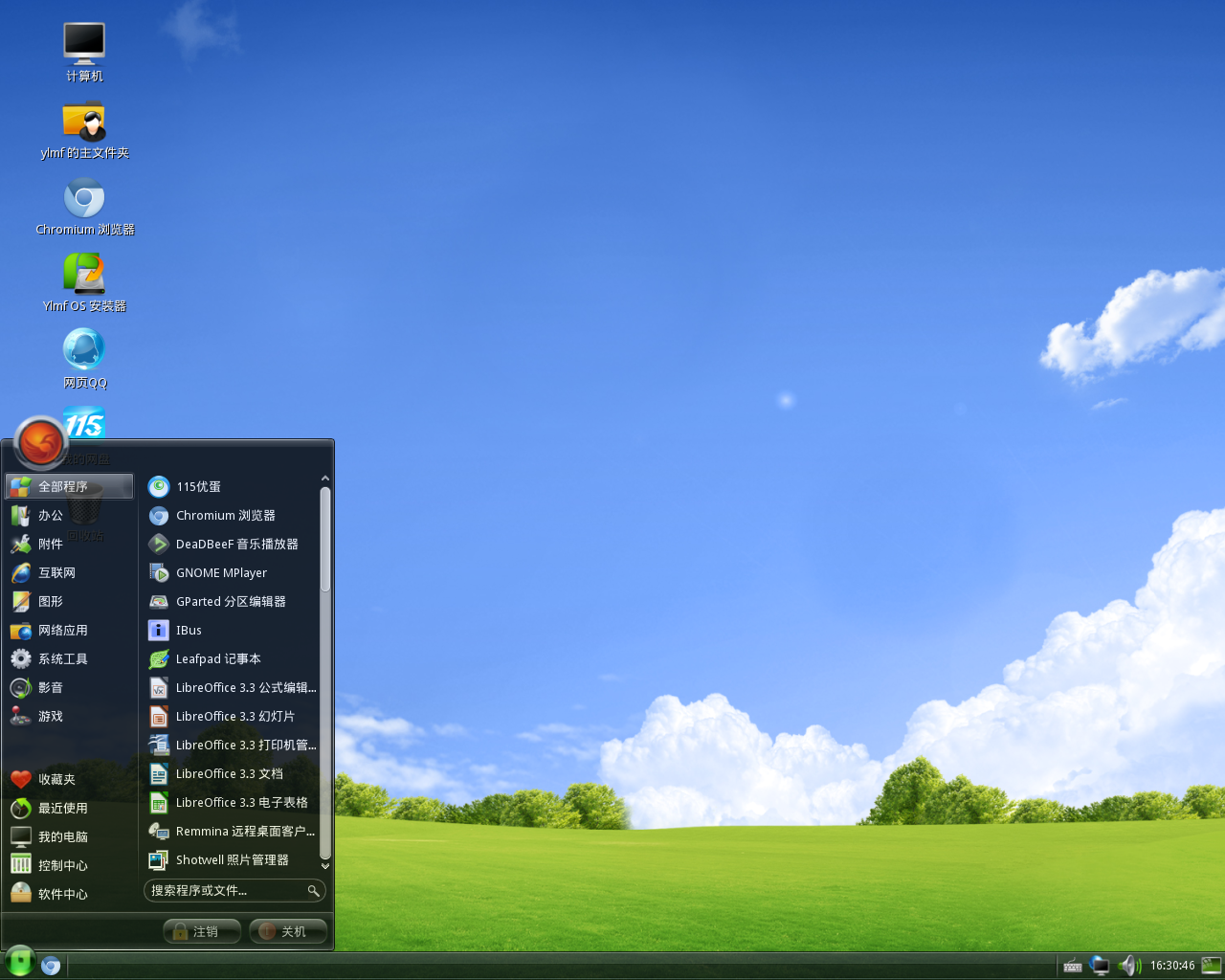
4.0
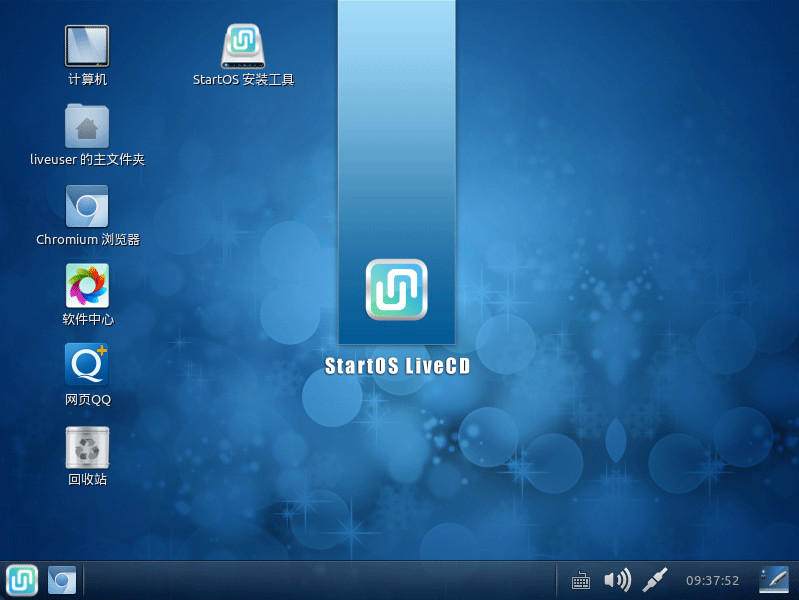
5.0
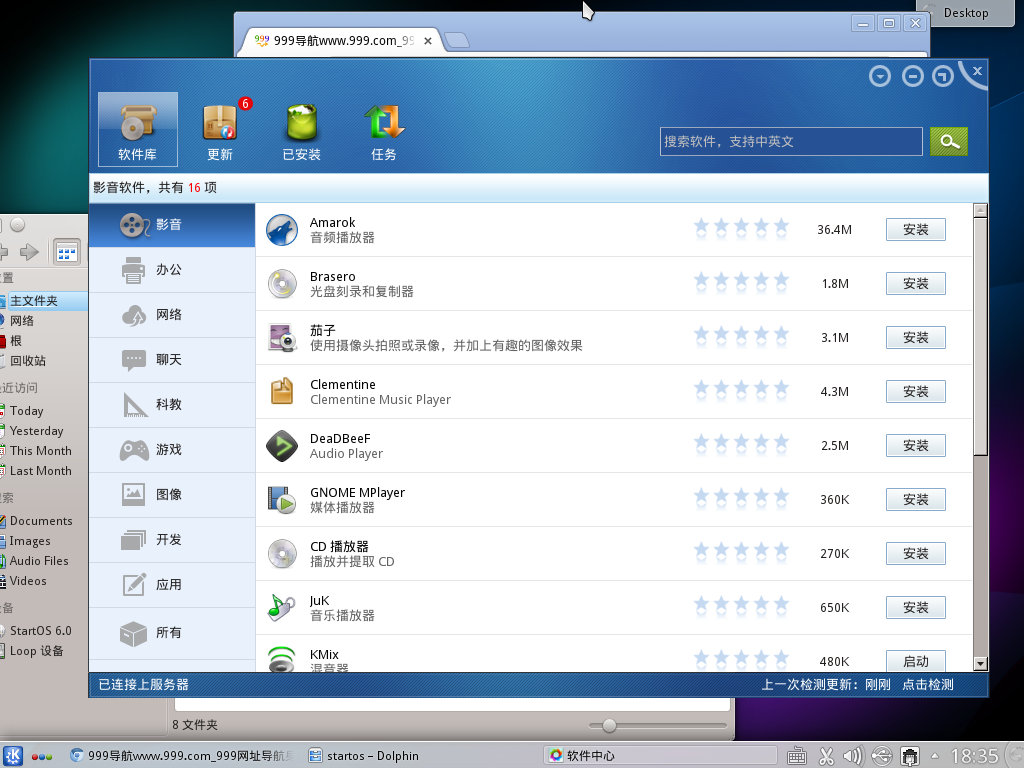
6.0beta KDE
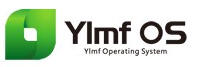
旧标

## 外部連結
- 官方網站（页面存档备份，存于）